# José María Reina Andrade
Pour les articles homonymes, voir Reina (homonymie).
José María Reina Andrade, né le 1er novembre 1860 et mort le 25 avril 1947 à Santiago de Cuba, est un homme d'État guatémaltèque. Il est président du Guatemala du 2 janvier au 28 février 1931.
Reina Andrade est nommé président par le Congrès de la République le 31 décembre 1930, mais prend officiellement ses fonctions le 2 janvier 1931. Il demeure en poste seulement le temps d'organiser des élections, qui consacrent la longue ascension du général Jorge Ubico Castañeda au pouvoir. Il quitte le pouvoir lors de la passation de pouvoir avec Ubico le 14 février 1931.

## Gouvernement Estrada Cabrera
Reina Andrade sert dans le gouvernement du président Manuel Estrada Cabrera comme secrétaire de l'Intérieur durant son second mandat entre 1905 et 1911. À cet fonction, il sera notamment responsable de l'enquête suivant l'attentat à la bombe en avril 1907 et l'attentat des cadets d'avril 1908.

### Attentat de 1907
Tôt en 1907, l'avocat Enrique Ávila Echeverría et son frère, le docteur Jorge Ávila Echeverría, accompagné du docteur Julio Valdés et de l'ingénieur électrique Baltasar Rodil, planifient un attentat à la bombe contre la personne du président guatémaltèque Estrada Cabrera. L'attentat doit avoir lieu le 29 avril 1907. Les frères Echeverría et leurs complices font partie de l'élite et ont étudié à l'étranger. De retour au Guatemala, ils sont dégoûtés de voir l'état du pays et les abus commis par le pouvoir. Il leur vient alors l'idée de tuer le président à l'aide d'explosifs. Le plan est méticuleusement organisé ; le type d'explosif, les détonateurs, ainsi que le jour et l'heure exacte de l'explosion sont prévus, et ce malgré la présence du chauffeur Patrocinio Monterroso à bord.
Le jour prévu, le 29 avril, le président voyage dans une voiture à cheval avec son fils de 13 ans et son chef de cabinet, José María Orellana. Vers 10 h, ils circulent sur la 7e avenue sud. La bombe est placée entre la 16e et la 17e rue ouest mais, en raison un mauvais calcul, Estrada Cabrera et les passagers ne sont pas touchés, alors que le conducteur et un cheval périssent dans l'accident.
Le 2 mai 1907, Emilio Ubico, frère du président du Congrès Arturo Ubico Urruela et oncle du futur président Jorge Ubico, est nommé chef de la police chargé de l'enquête aux côtés du secrétaire de l'Intérieur Reina Andrade. Quelques jours plus tard, le Congrès adopte une législation interdisant l'importation d'explosif n'ayant pas préalablement été autorisé par le secrétariat de la Guerre.
Les conspirateurs fuient alors à travers Guatemala dans l'espoir de s'échapper de la capitale, alors que leurs familles sont incarcérées. Après vingt-deux jours de cavale, les insurgés sont piégés dans une résidence encerclée par des soldats. Ne désirant pas finir comme prisonniers du régime, ils se suicident après un court combat. Le Diario de Centro América, organe de presse semi-officiel et propriété d'Estrada Cabrera publie le détail des autopsie des conspirateurs.

### Attentat des cadets

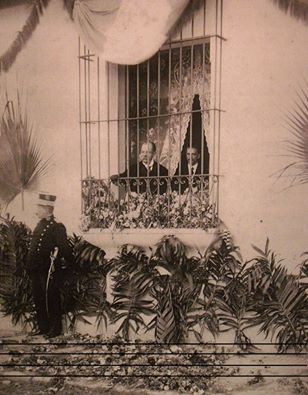
Président Estrada Cabrera regardant la procession de son balcon. Ses apparitions étaient fréquentent avant la tentative d'attentat de 1908.

Vers 1908, des membres de l'église Santo Domingo modifient le tracé de la traditionnelle procession du Vendredi Saint afin de passer devant la résidence présidentielle située sur la 7e avenue sud à Guatemala. Durant cette procession, des cadets de l'Académie militaire doivent se déguiser en pénitents avec le visage recouvert. Des cadets envisagent, au moment de leur passage devant la résidence, de faire irruption dans le palais et de faire prisonnier le président. Cependant, grâce à un réseau d'espions efficace, dont fait partie Roderico Anzueto Valencia, Estrada Cabrera est au courant du complot. Il décide d'interdire le passage de la procession devant le palais et d'empêcher l'utilisation de masques. 
Le 20 avril 1908, lors d'une réception officielle du nouveau ministre plénipotentiaire des États-Unis au palais du gouvernement, Víctor Manuel Vega, cadet de l'École polytechnique, décide pour se venger de la prison et de la torture subie par ses amis, de tirer à bout portant sur Estrada Cabrera. Blessé seulement au petit doigt, le président ordonne l'exécution de la quasi-totalité de la compagnie de cadets à laquelle appartient Vega à l'exception de Rogelio Girón et Manuel Hurtarte, qui sont conduits au pénitencier. Vega meurt à la suite des ripostes des gardes du président et ce dernier ordonne la dissolution de l'école militaire, la démolition du bâtiment et l'épandage de sel sur ses fondations,. De nombreux soldats sont également emprisonnés, dont certains généraux proches du président.